# Ferrari Typ 052

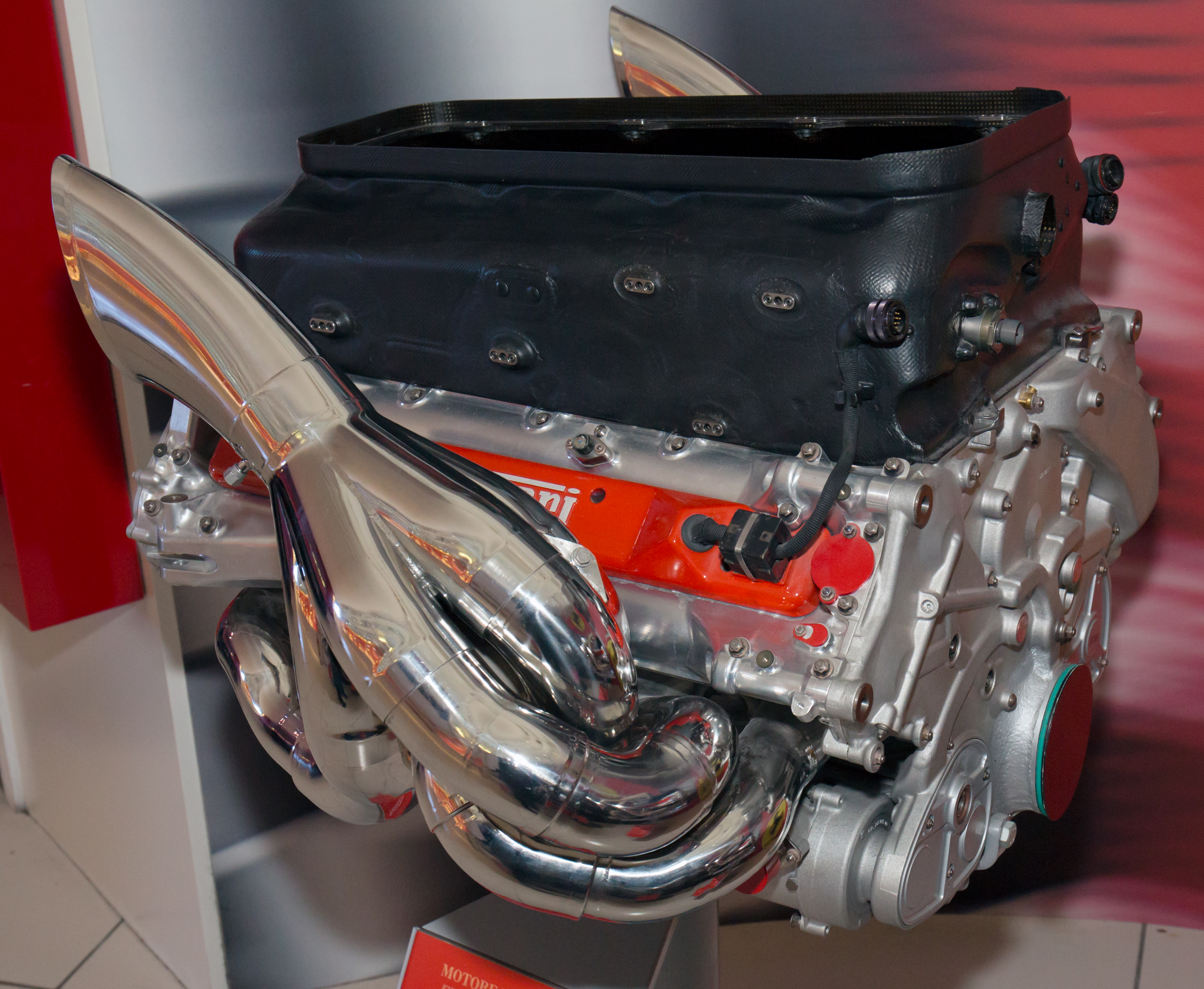
Ferrari Typ 052 im Ferrari-Museum

Ferrari Typ 052 ist die Bezeichnung eines Rennmotors des italienischen Herstellers Ferrari, den das Team in der Formel 1 in der Saison 2003 einsetzte. Der V10-Motor wurde unter Motorenchef Paolo Martinelli entwickelt.

## Entwicklung
Bei dem Typ 052 handelte es sich um eine komplette Neuentwicklung. Ferrari verfolgte bei der Entwicklung des Typ 052 im Wesentlichen zwei Ziele. Zum einen sollten die Performance und Fahrbarkeit des Motors verbessert werden, ohne die Zuverlässigkeit des Vorgängers zu verschlechtern. Zum anderen sollte der Motor noch besser an das Design des Chassis angepasst werden, um eine bessere Gewichtsverteilung zu erreichen. Das Team versprach sich durch die verbesserte Integration zudem eine Gewichtsersparnis von 4–5 Prozent und eine verbesserte Aerodynamik am Heck des Wagens. Neben der besseren Integration sorgten auch neue Materialien für eine Gewichtsersparnis.
Das Motor-Management stammte von Magneti Marelli.
Die zu Beginn der Saison eingesetzte Spezifikation lieferte rund 200 Umdrehungen pro Minute mehr als der Vorgänger Typ 051.

## Verwendung
Der Typ 052 wurde von Ferrari in der Saison 2003 verwendet. Die ersten vier Saisonrennen bestritt Ferrari noch mit dem Vorjahreswagen F2002. Der Typ 052 wurde erst ab dem fünften Rennen mit dem Debüt des F2003-GA eingesetzt. Grund dafür war, dass das Chassis des F2003-GA um den Motor herum entwickelt wurde.

## Technische Daten
| Datenbezeichnung   | Beschreibung               |
| ------------------ | -------------------------- |
| Gewicht            | ca. 85 kg                  |
| Zylinder           | V10                        |
| Zylinderbankwinkel | 92°                        |
| Ventile            | 4 pro Zylinder             |
| Hubraum            | 3,0 Liter                  |
| Drehzahl           | max. 18.300/min            |
| Literleistung      | 282 PS                     |
| Auspuff            | zwei Austrittsrohre        |
| Leistung           | 621 kW (845 PS)            |
| Einbaulage         | Mittelmotor, hinten, längs |

### Ausbaustufen
Während der Saison gab es die üblichen Ausbaustufen. Auch wenn Ferrari offiziell eine Leistung von 845 PS bei 18.300 Umdrehungen/Minute angab, vermuteten Experten eine Leistung von 880 bis 950 PS bei bis zu 19.000 Umdrehungen/Minute.

## Erfolge
Mit diesem Motor holten Michael Schumacher und Rubens Barrichello 7 Siege und 5 Pole-Positions, Fahrer- und Konstrukteurstitel konnten verteidigt werden.